# Svante Stenbock
Svante Stenbock, född 1 april 1578 på Torpa i Länghems socken, Västergötland, död 25 februari 1632 på Hälgö säteri i Tystberga socken, Södermanland, var en svensk friherre och ämbetsman.

## Biografi
Svante Stenbock var son till ståthållaren Erik Gustafsson (Stenbock) och Magdalena Sture. Han följde 1597 med sin far, då denna lämnade Sverige och trädde i konung Sigismunds tjänst. Stenbock gjorde 1602 resor till Tyskland och besökte flera furstliga hov. Han bodde 1604–1608 i Frankrike och började 1608 att arbeta hos Adolf Fredrik I av Mecklenburg-Schwerin.
Stenbock var från 1620 och intill sin död lagman i Södermanlands lagsaga. Han begravdes 7 juni 1632 i Stenbockska graven i Uppsala domkyrka.

### Egendom
Stenbock ägde och var friherre till Öresten i Örby socken och Kronobäck i Mönsterås socken, herre till Torpa i Länghems socken, Sjöö i Holms socken, Kungslena i socknen med samma namn och Hälgö säteri i Tystberga socken.

### Familj
Svante Stenbock gifte sig 11 april 1619 på Nyköpings slott med friherrinnan Brita Bielke (1582–1646), dotter till riksrådet Claes Bielke och friherrinnan Elin Fleming. De har ett epitafium i marmor med 16 anors vapen över sig i Uppsala domkyrka. Äktenskapet var barnlöst.